# Ravni Topolovac
Ravni Topolovac (en serbe cyrillique : Равни Тополовац ; en hongrois : Katalinfalva ; en allemand : Kathereinfeld) est une localité de Serbie située dans la province autonome de Voïvodine. Elle fait partie de la municipalité de Žitište dans le district du Banat central. Au recensement de 2011, elle comptait 1 105 habitants.
Ravni Topolovac est officiellement classé parmi les villages de Serbie.

## Démographie

### Évolution historique de la population
| 1948  | 1953  | 1961  | 1971  | 1981  | 1991  | 2002  | 2011  |
| ----- | ----- | ----- | ----- | ----- | ----- | ----- | ----- |
| 2 454 | 2 086 | 2 096 | 1 817 | 1 656 | 1 445 | 1 352 | 1 105 |

|  |